# Trinity-House-Vereinbarung
Die Trinity-House-Vereinbarung wurde am 23. Oktober 2024 in London vom deutschen Verteidigungsminister Boris Pistorius und seinem britischen Amtskollegen John Healey als neue Verteidigungsvereinbarung unterzeichnet. Sie ist nach dem sogenannten „Trinity House“, dem Ort der Unterzeichnung, benannt. Sie stellt die Weichen für eine engere Zusammenarbeit in der Verteidigungs- und Sicherheitspolitik beider Länder und soll Ausdruck der britischen Neuausrichtung gegenüber Europa sein.
Auf der Vereinbarung aufbauend unterzeichneten beide Länder im Juli 2025 den britisch-deutschen Freundschaftsvertrag.

## Schlüsselprojekte
Die Vereinbarung enthält konkrete Punkte für die engere Zusammenarbeit in allen Dimensionen (Luft, Land, See, Weltraum und Cyberabwehr):
- Stärkung der Sicherheits- und Verteidigungsindustrie beider Länder
- Stärkung der Ostflanke
- Entwicklung neuer Langstreckenwaffen: Deep Precision Strike Capability (DPSC).[7]
- Schutz kritischer Unterwasserinfrastruktur
- Überwachungsflüge der Bundeswehr von Schottland (von RAF Lossiemouth) aus[8]
- Unbemannte fliegende Systeme und deren Vernetzung
- Zusammenarbeit bei Luftverteidigungssystemen
- Weitere Unterstützung der Ukraine
- Neue Gesprächsformate für die Zusammenarbeit